# Pasión Jarocha
Pasión Jarocha es el tercer  álbum de estudio de la agrupación mexicana Tlen-Huicani, lanzado a nivel mundial en el año de 1998.
Este disco forma parte de la colección "México de mi Corazón" de Global Entertainment Música.

## Desarrollo
Desde la creación de Tlen-Huicani en 1973, el grupo se ha caracterizado por su desempeño al rescatar los antiguos sones del Estado de Veracruz, por lo cual se le ha calificado como el mejor grupo de música folklórica de México.
El abanico que aparece en la portada del álbum fue cortesía de la Lic. Claudia Ibáñez y el arpa fue proporcionada por Javier Martínez.

## Lista de canciones
| Pasión Jarocha |                             |                                     |          |  |
| N.º            | Título                      | Escritor(es)                        | Duración |  |
| 1.             | «El Jarocho»                | Lino Carrillo                       | 2:59     |  |
| 2.             | «La Bruja»                  | D.P.                                | 3:03     |  |
| 3.             | «La Sarna»                  | Andrés Huesca                       | 3:06     |  |
| 4.             | «El Balajú»                 | Andrés Huesca                       | 3:12     |  |
| 5.             | «El Toro Retozón»           | Lino Carrillo                       | 2:29     |  |
| 6.             | «Tlacotalpan»               | Pablo Zamudio Rojas                 | 2:25     |  |
| 7.             | «El Colás»                  | D.P./Arr. Luis Plata                | 2:54     |  |
| 8.             | «El Gavilancito»            | José Luis Ramos Cabrera             | 2:26     |  |
| 9.             | «Nicolasa»                  | Lino Carrillo                       | 2:27     |  |
| 10.            | «El Jarabe Loco»            | Juanito Nery                        | 4:17     |  |
| 11.            | «La Tuza»                   | Lino Carrillo                       | 2:51     |  |
| 12.            | «El Guapo»                  | Fausto Cordelo                      | 2:23     |  |
| 13.            | «La Bamba»                  | D.P./Arr. Luis Mars                 | 4:22     |  |
| 14.            | «El Aguanieve»              | Elpidio Ramírez                     | 2:25     |  |
| 15.            | «El Jaquetón»               | Santiago López                      | 2:20     |  |
| 16.            | «El Borracho»               | Gilberto Parra                      | 3:05     |  |
| 17.            | «La Vieja»                  | Licho Jiménez                       | 3:00     |  |
| 18.            | «El Fandanguito»            | Elpidio Ramírez                     | 3:05     |  |
| 19.            | «El Zacamandú-Toro Abajeño» | D.P.                                | 3:03     |  |
| 20.            | «La Risa»                   | Lino Carrillo                       | 3:07     |  |
| 21.            | «El Buscapiés»              | Rosario José/Castillo Andawa Carlos | 4:13     |  |
| 22.            | «El Trompo»                 | Arturo Ruíz                         | 3:19     |  |
| 23.            | «El Huapanguito»            | Gustavo Alavéz                      | 3:05     |  |
| 24.            | «Arpista Veracruzano»       | D.A.R.                              | 2:30     |  |
| 73:49          |                             |                                     |          |  |